# 王繼恩
王繼恩（？—999年），陕州陕县人。北宋初期宦官，

## 生平
王繼恩為宋太祖、宋太宗內侍。陳橋兵變後，宋太祖告訴王繼恩說：“早來前殿指揮一事，偶有誤失，史官必書之，故不樂也。”
《宋史》說宋太祖駕崩時，宋皇后急令王繼恩召太子趙德芳入宮，王繼恩卻拿著遺詔去找晉王趙光義。後來趙光義繼位，即宋太宗，但許多人相信有“斧聲燭影”之謀篡疑案，認為是趙光義謀殺宋太祖，因而即位。
宋太宗淳化四年（993年）王小波和李順造反，王繼恩、雷有終率兵討之。淳化四年（993年），李順陷成都時，繼恩任劍南西川治安使征討之，屠杀三万人。
宋太宗去世後，与参知政事李昌龄勾结，繼恩謀廢太子趙恆。呂端發覺陰謀，奉太子趙恆即位，並將王繼恩下獄。

## 延伸阅读
[在维基数据编辑]
 《宋史·卷466》，出自脱脱《宋史》